# Edward James Olmos
Edward James Olmos (Los Ángeles, California, 24 de febrero de 1947) es un actor y director mexicanoestadounidense. Fue notablemente conocido a mediados y finales de los años 1980 por interpretar al teniente Castillo, en la serie de televisión estadounidense Miami Vice; y más recientemente por interpretar el papel de William Adama, comandante de la flota, en la versión reimaginada de la serie de televisión Battlestar Galactica. También ha interpretado al detective Gaff en Blade Runner (1982) y Blade Runner 2049 (2017).

## Carrera
Nació en Los Ángeles, California, hijo de un inmigrante mexicano baptista y madre mexicano-estadounidense católica. Olmos se considera chicano y dice ser bisnieto de Enrique Flores Magón.
Olmos creció queriendo ser jugador profesional de béisbol. En la adolescencia se volcó al rock and roll y tocó en varios clubes de fiesta en Los Ángeles. Se estrenó como actor en producciones muy pequeñas hasta que finalmente tuvo su gran ocasión interpretando al narrador, llamado El Pachuco, en la obra Zoot Suit. Dicha obra se trasladó a Broadway y Edward fue nominado al premio Tony por su interpretación de El Pachuco. También interpretó el papel en la versión cinematográfica de 1981. Le siguieron actuaciones en películas como Lobos humanos, Blade Runner (como Gaff) y Gregorio Cortez.
En 1984 protagoniza su mayor papel hasta esa fecha como el autoritario teniente de policía Martin Castillo en la serie de televisión Miami Vice por lo cual fue galardonado con un Globo de Oro y un Premio Emmy. En 1988 es nominado al Premio Oscar al mejor actor por la película Stand and Deliver en la que interpretaba a un profesor boliviano de matemáticas real, Jaime Escalante, que volvió a sus estudiantes unos genios de la matemática a pesar de las desventajas por su procedencia. Además, dirigió y protagonizó American Me en 1992 y también protagonizó la historia multigeneracional de una familia chicana en My Family. Tuvo una leve aparición en el video de la banda estadounidense Toto, I Will Remember (1995), donde se le puede ver con el también actor Miguel Ferrer.
En 1997 participó en la película Selena interpretando a Abraham Quintanilla, padre de la fallecida cantante mexicano-estadounidense. Al año siguiente protagonizó la película latina The wonderful ice cream suit, basada en un relato corto de Ray Bradbury, que rompe los estereotipos y los estigmas habituales de la mayoría de las películas orientadas al público latino.
De 2003 a 2009, protagonizó la serie Battlestar Galactica, en el papel del Comandante William Adama.
En octubre de 2011 participa en la sexta temporada de la serie Dexter interpretando al profesor James Gellar, un exprofesor de estudios religiosos en la Universidad de Tallahassee que está obsesionado con la Biblia y sus connotaciones apocalípticas.
Actualmente interpreta al teniente Gonzales en la conocida serie de televisión Agents of S.H.I.E.L.D. emitida por la cadena ABC.
Desde 2018 interpreta a Felipe Reyes en la Serie Mayans M.C dirigida por Kurt Sutter

## Vida personal
Olmos se ha involucrado a menudo en temas sociales, especialmente los que afectan a la comunidad latina-estadounidense en los Estados Unidos. En 1998 fundó Latino Public Broadcasting y actualmente es su director. La fundación Latino Public Broadcasting se centra en hacer programas para la televisión pública que tratan de la comunidad latina-estadounidense.
Olmos hace visitas frecuentes a reformatorios y centros de detención juvenil para hablar a los adolescentes del peligro que les supone continuar con el modo de vida que hasta entonces han llevado. También ha sido embajador internacional de la UNICEF. En el 2001 fue arrestado y pasó 20 días en prisión por participar en las protestas contra las prácticas de bombardeo que la Armada de los Estados Unidos estaba llevando a cabo en la isla Vieques, Puerto Rico.
El asteroide (5608) Olmos, descubierto en 1993, fue nombrado en su honor.
Acompañó hasta su último día al maestro boliviano Jaime Escalante a quien había interpretado en la película Stand and Deliver, y del que era uno de sus mejores amigos.
En 2023, a sus 76 años, Olmos superó un agresivo cáncer de garganta con tratamientos de radioterapia y quimioterapia.

## Filmografía

### Películas
| Año  | Título                            | Personaje                | Observaciones               |
| ---- | --------------------------------- | ------------------------ | --------------------------- |
| 1974 | Black Fist                        | Yonqui en el lavabo      | No acreditado               |
| 1975 | Aloha Bobby and Rose              | Chicano #1               | Acreditado como Eddie Olmos |
| 1977 | Alambrista!                       | Borracho                 |                             |
| 1979 | Fukkatsu no hi                    | Capitán López            |                             |
| 1981 | Wolfen                            | Eddie Holt               |                             |
| 1981 | Zoot Suit                         | El Pachuco               |                             |
| 1982 | Blade Runner                      | Gaff                     |                             |
| 1983 | The Ballad of Gregorio Cortez     | Gregorio Cortez          |                             |
| 1985 | Saving Grace                      | Ciolino                  |                             |
| 1988 | Stand and Deliver                 | Jaime Escalante          |                             |
| 1989 | The Fortunate Pilgrim             | Frank Corbo              |                             |
| 1989 | Triumph of the Spirit             | Gypsy                    |                             |
| 1991 | Talent for the Game               | Virgil Sweet             |                             |
| 1992 | American Me                       | Montoya Santana          |                             |
| 1993 | Roosters                          | Gallo Morales            |                             |
| 1994 | A Million to Juan                 | Angel                    |                             |
| 1995 | Mirage                            | Mateo Juárez             |                             |
| 1995 | Mi familia                        | Paco                     |                             |
| 1996 | Dead Man's Walk                   | Capitán Salazar          |                             |
| 1996 | Caught                            | Joe                      |                             |
| 1997 | Selena                            | Abraham Quintanilla, Jr. |                             |
| 1997 | The Disappearance of Garcia Lorca | Roberto Lozano           |                             |
| 1997 | Hollywood Confidential            | Stan Navarro, Sr.        |                             |
| 1998 | The Wonderful Ice Cream Suit      | Vamanos                  |                             |
| 2000 | The Road to El Dorado             | Jefe Tannabok            | Solo voz                    |
| 2000 | Gossip                            | Detective Curtis         |                             |
| 2001 | En el tiempo de las mariposas     | Trujillo                 |                             |
| 2002 | Jack and Marilyn                  | Pasquel                  |                             |
| 2005 | La cerca                          | Nino                     |                             |
| 2005 | Nausicaä del Valle del Viento     | Mito                     | Doblaje inglés; solo voz    |
| 2006 | Splinter                          | Capitán García           |                             |
| 2008 | Beverly Hills Chihuahua           | Diablo                   | Voice                       |
| 2010 | I'm Still Here                    | Él mismo                 |                             |
| 2011 | The Green Hornet                  | Michael Axford           |                             |
| 2011 | America                           | Mr. Irving               |                             |
| 2012 | Filly Brown                       | Leandro                  | Productor                   |
| 2013 | Go for Sisters                    | Freddy Suárez            |                             |
| 2013 | 2 Guns                            | Papi Greco               |                             |
| 2014 | Unity                             | Narrador                 | Documental                  |
| 2014 | The Book of Life                  | El Chu                   | Voz                         |
| 2016 | El Americano: The Movie           | Gayo "El Jefe"           | Voz Productor               |
| 2017 | Blade Runner 2049                 | Gaff                     |                             |
| 2019 | A Dog's Way Home                  | Axel                     |                             |
| 2024 | Outlaw Posse                      | Ossie                    |                             |

### Televisión
| Año       | Serie                                | Papel                             | Episodio                                                   |
| --------- | ------------------------------------ | --------------------------------- | ---------------------------------------------------------- |
| 1977      | Hawaii Five-O                        | Bailarín                          | Ready aim                                                  |
| 1977      | Starsky & Hutch                      | Julio Guiterez                    | Episodio: "The Psychic"                                    |
| 1978      | CHiPs                                | Henry                             | Episodio: "Flashback"                                      |
| 1978      | Evening in Byzantium                 | Angelo                            | Telefilm                                                   |
| 1981      | Three Hundred Miles for Stephanie    | Art Vela                          | Telefilm                                                   |
| 1982      | Hill Street Blues                    | Joe Bustamonte                    | 2 episodios                                                |
| 1984      | Hill Street Blues                    | Juez Cruz                         | Episodio: "Parting Is Such a Sweet Sorrow"                 |
| 1984–1990 | Miami Vice                           | Tte. Martin Castillo              | 106 episodios                                              |
| 1988      | The Fortunate Pilgrim                | Frank Corbo                       |                                                            |
| 1990      | The Earth Day Special                | Director del hospital             |                                                            |
| 1994      | Menendez: A Killing in Beverly Hills | José Menéndez                     | Telefilm                                                   |
| 1994      | The Burning Season                   | Wilson Pinheiro                   | Telefilm                                                   |
| 1995      | The Magic School Bus                 | Sr. Ramon                         | Episode: "Going Batty"                                     |
| 1996      | The Limbic Region                    | Jon Lucca                         | Telefilm                                                   |
| 1996      | Dead Man's Walk                      | Capitán Salazar                   | Miniserie                                                  |
| 1997      | 12 Angry Men                         | Jurado #11                        | Telefilm                                                   |
| 1998      | Touched by an Angel                  | Coronel Victor Walls              | Episodio: "God and Country"                                |
| 1998      | The Taking of Pelham One Two Three   | Det. Anthony Piscotti             | Telefilm                                                   |
| 1999      | Bonanno: A Godfather's Story         | Salvatore Maranzano               | Telefilm                                                   |
| 1999–2000 | The West Wing                        | Associate Justice Roberto Mendoza | 2 episodios                                                |
| 2000      | The Princess & the Barrio Boy        | Nestor García                     | Telefilm                                                   |
| 2001      | The Judge                            | Juez Armando                      | Telefilm                                                   |
| 2001      | In the Time of the Butterflies       | Rafael Trujillo                   | Telefilm                                                   |
| 2002–2004 | American Family                      | Jess González                     | 17 episodios                                               |
| 2003–2009 | Battlestar Galactica                 | William Adama                     | 73 episodios                                               |
| 2006      | Walkout                              | Julián Nava                       | Telefilm; también director                                 |
| 2007      | George Lopez                         | Sr. Vega                          | Episodio: "George Decides to Sta-Local Where It's Familia" |
| 2010      | CSI: NY                              | Luther Devarro                    | Episodio: "Sangre Por Sangre"                              |
| 2011      | Dexter                               | Profesor Gellar                   | 10 episodios                                               |
| 2011      | Eureka                               | Rudy                              | Episodio: "Do You See What I See?"                         |
| 2012      | Portlandia                           | El mismo                          | Episodio: "One Moore Episode"                              |
| 2015      | Agents of S.H.I.E.L.D.               | Robert Gonzáles                   | 5 episodios                                                |
| 2015      | The Simpsons                         | Pit Master                        | Voz; Episodio: "Cue Detective"                             |
| 2016      | Urban Cowboy                         | Al Robles                         | Habitual de la serie                                       |
| 2017      | Narcos                               | Chucho Peña                       | 2 episodios                                                |
| 2018      | Mayans M.C.                          | Felipe Reyes                      | Habitual de la serie                                       |

## Premios y nominaciones
| Año  | Obra nominada          | Premio                                                                                                  | Resultado |
| ---- | ---------------------- | --- | --------- |
| 1985 | Miami Vice             | Globo de Oro al mejor actor de reparto de serie, miniserie o telefilme                                  | Ganador   |
| 1985 | Miami Vice             | Primetime Emmy al mejor actor de reparto - Serie dramática                                              | Ganador   |
| 1986 | Miami Vice             | Primetime Emmy al mejor actor de reparto - Serie dramática                                              | Nominado  |
| 1988 | Stand and Deliver      | Premio Independent Spirit al mejor actor                                                                | Ganador   |
| 1988 | Stand and Deliver      | Óscar al mejor actor                                                                                    | Nominado  |
| 1988 | Stand and Deliver      | Globo de Oro al mejor actor - Drama                                                                     | Nominado  |
| 1994 | The Burning Season     | Globo de Oro al mejor actor de reparto de serie, miniserie o telefilme                                  | Ganador   |
| 1994 | The Burning Season     | Primetime Emmy al mejor actor de reparto - Miniserie o telefilme                                        | Nominado  |
| 1997 | Selena                 | Premio ALMA al Mejor Actor en un Largometraje                                                           | Ganador   |
| 1997 | Hollywood Confidential | Premio ALMA al Mejor Actor de una Serie, Miniserie o Película de Televisión                             | Nominado  |
| 2001 | The Judge              | Premio ALMA al Mejor Actor de una Serie, Miniserie o Película de Televisión                             | Nominado  |
| 2003 | Battlestar Galactica   | Premio ALMA al Mejor Actor en una Serie de Drama                                                        | Ganador   |
| 2005 | Battlestar Galactica   | Premio ALMA al Mejor Actor de una Serie, Miniserie o Película de Televisión                             | Ganador   |
| 2006 | Battlestar Galactica   | Premio ALMA al Mejor Actor de una Serie, Miniserie o Película de Televisión (empatado con Michael Peña) | Ganador   |
| 2007 | Battlestar Galactica   | Premio Saturno al Mejor Actor en Televisión                                                             | Nominado  |
| 2008 | Battlestar Galactica   | Premio Saturno al Mejor Actor en Televisión                                                             | Ganador   |
| 2009 | Battlestar Galactica   | Premio ALMA al Mejor Actor en Televisión                                                                | Nominado  |
| 2011 | Dexter                 | Premio del Sindicato de Actores al mejor reparto de televisión - Drama                                  | Nominado  |
| 2011 | Dexter                 | Premio Saturno al mejor actor invitado protagonizado por la televisión                                  | Nominado  |
| 2016 | —                      | Premios Mary Pickford                                                                                   | Ganador   |
| 2016 | —                      | Premio Starlite Gala México                                                                             | Ganador   |

### Videos musicales
| Año  | Título            | Artista |
| ---- | ----------------- | ------- |
| 1995 | "I Will Remember" | Toto    |